# Gelatoporia griseoincarnata
Gelatoporia griseoincarnata är en svampart som beskrevs av Spirin & Zmitr. 2003. Gelatoporia griseoincarnata ingår i släktet Gelatoporia och familjen Meruliaceae.   Inga underarter finns listade i Catalogue of Life.